# 3-(4-Hydroksymetylobenzoilo)-1-pentyloindol
3-(4-Hydroksymetylobenzoilo)-1-pentyloindol – organiczny związek chemiczny, syntetyczny kanabinoid. Nie jest objęty kontrolą międzynarodową, w Polsce w 2015 roku został dodany do listy środków odurzających grupy I-N Ustawy o przeciwdziałaniu narkomanii.